# اشلی برایان
اشلی برایان (انگلیسی: Ashley Bryan؛ ۱۳ ژوئیهٔ ۱۹۲۳ – ۴ فوریهٔ ۲۰۲۲ ) نویسنده و تصویرگر آمریکایی کتاب‌های کودکان بود. بیشتر سوژه‌های او تجربه آفریقایی-آمریکایی بود. او در ۲۰۰۶ نامزد دریافت جایزه هانس کریستیان اندرسن از ایالات متحده شد و جایزه میراث ادبیات کودک را برای کمک به ادبیات کودکان آمریکا در سال ۲۰۰۹ دریافت کرد. کتاب تصویری او آزادی برای من در فهرست کوتاه جایزه کرکوس ۲۰۱۶ قرار گرفت و نشان نیوبری را دریافت کرد.

## زندگی
او از دانش‌آموختگان دانشگاه کوپر یونیون و تصویرگران کتاب کودک است.
وی همچنین برندهٔ جوایزی همچون برنامه فولبرایت شده‌است.

## مرگ
برایان در ۴ فوریه ۲۰۲۲ در سن ۹۸ سالگی در خانه خواهرزاده خود درگذشت. او نارسایی  قلب داشت.